# Campina Grande
Campina Grande, amtlich Município de Campina Grande, ist die zweitgrößte Stadt im brasilianischen Bundesstaat Paraíba. Sie befindet sich 120 km von João Pessoa, der Hauptstadt des Bundesstaates, entfernt im Hinterland.

## Geschichte
Die Besiedlung des heutigen Campina Grande begann um 1697. Der Ort war bis dahin Gebiet der Ariús-Indios. Um 1698 kam ein Mönch des Konvents des Heiligen Antonius aus Joâo Pessoa auf Einladung des Gouverneurs nach Campina Grande, um dort mit den Indios über ihre Rechte zu verhandeln und ihre Missionierung durchzusetzen.
Am 13. Januar 1701 wurde eine erste Kapelle gebaut. Es wurden in der Folgezeit viel Mandioca, Mais und anderes Getreide angebaut. Campina Grande wurde zu einem wichtigen Knotenpunkt für den Transport von Waren zwischen Küste und Hinterland des Staates Paraiba. Um etwa 1790 wurde der Ort Vila Nova da Rainha benannt. Um 1814 gab es das erste Büro der Gemeindeverwaltung. Der Açude Velho, das inzwischen „alte“ Wasserreservoir wurde um 1820 aufgefüllt und 1822 die erste Schule von Campina Grande gegründet. 1829 gab es die erste regelmäßige Postverbindung in den Ort. 1864 erhielt Campina Grande das Stadtrecht. Zu dieser Zeit gab es dort rund 4000 Einwohner.
1896 wurde die erste Telegrafengesellschaft in Campina Grande gegründet. Am 2. Oktober 1907 eröffnete die erste Eisenbahnstation. Ab 1909 gab es das erste Kino in der Stadt. 1914 wurde das erste Automobil gesichtet, ein Studebaker. Der erste Fußball-Club für Amateure Campinense Clube wurde 1914 gegründet. 1922 wurde das „Denkmal der Unabhängigkeit“ vor dem Paço Municipal erbaut. 1925 wurde der erste Markt Mercado Municipal eröffnet. Der Fußballclub Treze wurde ebenfalls 1925 gegründet. Seit 1927 gibt es den Banco Industrial de Campina Grande. 1940 wurde der Aero-Club Campina Grande gegründet.
Die Produktion von Baumwolle war bis in das frühe 20. Jahrhundert die ökonomische Hauptaktivität in Campina Grande und verantwortlich für das Wachstum der Stadt. Sie zog Händler aus allen Regionen Paraíbas und des gesamten Nordostens an. Bis in die 1940er Jahre wurde Campina Grande der zweitgrößte Exporteur von Baumwolle in der Welt nach dem englischen Liverpool. Aus diesem Grund wurde Campina Grande auch „Brazilian Liverpool“ genannt. Die Verarbeitung von Baumwolle führte zu einer deutlichen Steigerung des Baus von Eisenbahnlinien in die Stadt. Der Transport mit dem Zug stellte eine große Veränderung in der lokalen Wirtschaft dar: Campina konnte leichter Baumwolle exportieren und andere Produkte vom nächstgelegenen Häfen, vor allem in Recife, importieren. Wegen der Kaffee-Krise in São Paulo entwickelte sich dort zum Anfang des 20. Jahrhunderts die Produktion von Baumwolle zur wirtschaftlichen Alternative in Konkurrenz zur Produktion von Campina Grande. Aufgrund der Baumwollproduktion wuchs die Bevölkerung Campina Grandes von 20.000 Einwohnern im Jahr 1907 auf 130.000 Einwohner in 1939, was einem Wachstum von 650 % in 32 Jahren entspricht. Bis zum Jahr 1931 wurde der Großraum São Paulo der größte Produzent von Baumwolle in Brasilien mit einer Produktion von 23 Millionen Pfund Baumwolle. Im Jahr 1933 produzierte São Paulo bereits 105 Millionen Pfund Baumwolle im Vergleich zu 3,9 Millionen im Jahr 1929. Dies trug zum Verfall der Produktion von Baumwolle in Campina Grande bei, die wichtigsten Gründe dafür waren:
1. Mangel an einem Hafen in Paraiba für große Transportgüter, so dass Campina Grande den Hafen von Recife nutzen musste
2. Schädlingsbefall der Monokulturen, der über mehrere Jahre große Teile der Ernte vernichtete
3. Der hohe Preis im Vergleich zu dem Produkt aus São Paulo
4. Hohe Zahl der anderen ausländischen Unternehmen im Baumwollemarkt

Bevölkerungswachstum von Campina Grande

Während des 20. Jahrhunderts verlor die Hauptstadt von Paraíba, João Pessoa, an Bedeutung und es begann der Aufstieg von Campina Grande, der zweitgrößten Stadt des Staates. Die Wirtschaft stagnierte in Joao Pessoa in der ersten Hälfte des Jahrhunderts praktisch. Seit den 1960er Jahren, nach größeren privaten Investitionen und der Regierung, sowohl Landesregierung und der Bundesregierung gewann Joao Pessoa neue Bedeutung, und bekräftigte seine Position als Hauptstadt des Staates auch in wirtschaftlicher Hinsicht.
1949 wurde die Radiostation Cariri eröffnet. Die erste Polytechnische Schule des SENAI in Campina Grande wurde im Jahre 1952 gegründet. Seit 1960 gibt es in Campina Grande auch eine Fakultät der Bundesuniversität von Paraíba, seit Beginn des 21. Jahrhunderts heißt diese Bundesuniversität Campina Grande (UFCG). Das Téatro Municipal Severino Cabral wurde 1962 fertiggestellt. Am 14. März 1966 nahm die Televisão Borborema Ltda. als erste Fernsehstation der Stadt den Sendebetrieb auf. Das Kunstmuseum Assis Chateaubriand wurde 1967 eröffnet. Die medizinische Fakultät von Campina Grande ist seit 1968 in Betrieb. Das Stadion Governador Ernani Sátiro O Amigão wurde 1974 eröffnet. Das Zentrum für Wissenschaften und Technologie ist seit 1974 für die Stadt tätig. Seit 1982 gibt es ein Kulturzentrum und ein Shopping-Center in Campina Grande. 1985 wurden der Parque de Povo – ein zentraler Veranstaltungsplatz – und der Busbahnhof fertiggestellt, 1993 der Kinderpark. Seit 2004 gibt es das internationale Zentrum für brasilianische Software TecOut Center. 2006 wurde ein neues Nahverkehrssystem eingeführt.

## Bevölkerung und Verkehr
Bei der Volkszählung 2022 hatte die Stadt 419.379 Einwohner. Der Flughafen Campina Grande wird im Passagierverkehr angeflogen.

## Religion
Campina Grande ist Sitz des Bistums Campina Grande.

## Klima

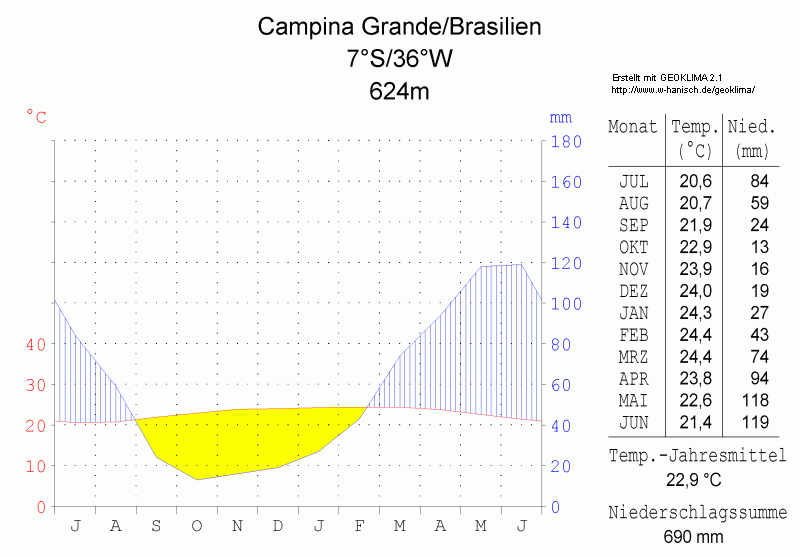
Klimadiagramm von Campina Grande

Campina Grande liegt zwischen Küste und Sertão und weist auch aufgrund seiner Höhe von 552 Metern ein milderes Klima auf, als das trockene heiße Hinterland und der feuchtheiße Küstenstreifen. Die Höchsttemperaturen können im Sommer 31 bis 32 °C erreichen, im Winter 25 bis 28 °C. Die Mindesttemperatur bewegt sich bei 23 °C an den heißesten Sommertagen, bzw. um 15 °C in den kältesten Nächten des Jahres. Die relative Luftfeuchte bewegt sich meist zwischen 75 und 82 %. Der Winter beginnt im Mai und endet im August, ansonsten werden keine wirklichen Jahreszeiten wahrgenommen. Der Winter zeichnet sich vor allem durch die Regenzeit aus, während derer es zeitweise zu heftigen Niederschlägen kommt. Zum Ende des 20. und zu Anfang des 21. Jahrhunderts erlebte die Stadt einige Jahre, in denen der winterliche Regen nicht ausreichte, um die Wasserreserven aufzufüllen. Das Wasser musste deshalb rationiert werden. An bestimmten Tagen wurde dazu die Wasserversorgung bestimmter Stadtbezirke nach Ankündigung komplett eingestellt.

## Söhne und Töchter der Stadt
- Manuel Palmeira da Rocha (1919–2002), römisch-katholischer Geistlicher, Bischof von Pesqueira
- Nenzinho (1933–?), Fußballspieler
- Antonio Dias (1944–2018), bildender Künstler
- Antônio Rinaldo Gonçalves (* 1966), Fußballspieler
- Marcelinho (* 1975), Fußballspieler
- Elpídio Silva (* 1975), Fußballspieler
- Fábio Bilica (* 1979), Fußballspieler
- Hulk (* 1986), Fußballspieler
- Santos (* 1990), Fußballspieler
- Arthur Cabral (* 1999), Fußballspieler